# Mansaf
Le mansaf (en arabe : منسف) est un plat arabe  traditionnel à base d'agneau cuit dans une sauce de yaourt séché fermenté et servi avec du riz ou du boulgour. 
C'est un plat populaire consommé dans tout le Levant. C'est le plat national de Jordanie, et peut également être trouvé en Palestine, en Irak, dans le sud de la Syrie et en Arabie saoudite. Le nom du plat vient du terme "grand plateau" ou "grand plat".   

## Préparation

### Jameed

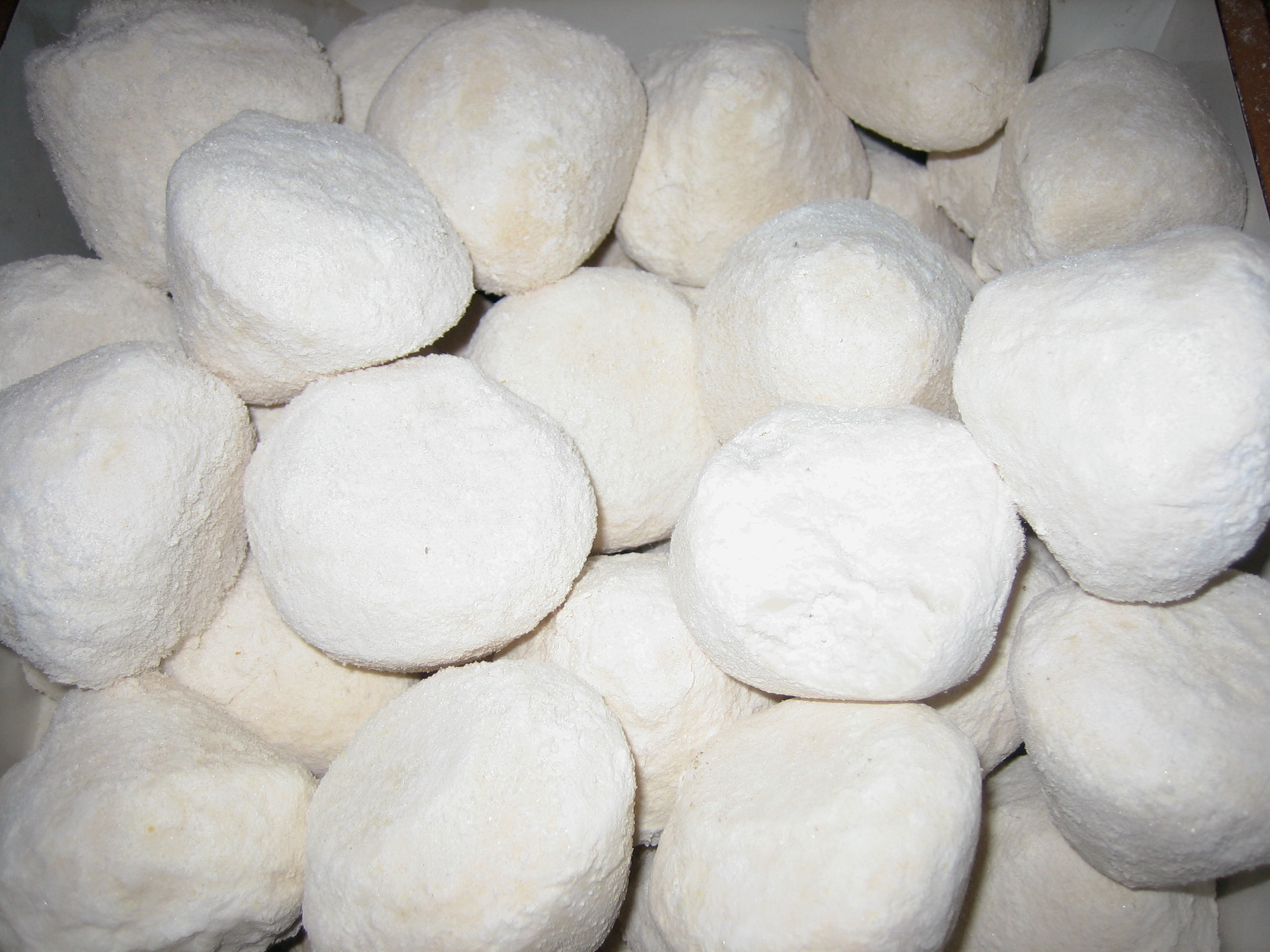
Al-Karak en Jordanie est connu pour produire la plus haute qualité de jameed.

Le jameed est un yogourt sec et dur que l’on obtient en faisant bouillir du lait de brebis ou de chèvre, que l’on laisse ensuite sécher et fermenter. Le mélange est alors conservé dans une fine étamine jusqu’à obtention d’un yogourt épais. Du sel est ajouté quotidiennement pendant quelques jours pour faire davantage épaissir le résultat, qui devient alors très dense et se présente sous forme de petites boules. La ville d'Al-Karak en Jordanie a la réputation de produire la plus haute qualité de jameed. 

### Cuisine
Un bouillon jameed est préparé et les morceaux d'agneau y sont cuits. Le plat est servi sur un grand plat avec une couche de pain plat (marqouq ou shrak) garni de riz puis de viande, garni d'amandes et de pignons de pin, puis la sauce crémeuse jameed est versée sur le plat.

## Culture et tradition
Le mansaf est associé à une culture jordanienne traditionnelle basée sur un mode de vie agro-pastoral dans lequel la viande et le yaourt sont facilement disponibles. Le mansaf est servi lors d'occasions spéciales telles que les mariages, les naissances et les remises de diplômes, ou pour honorer un invité, et lors des grandes fêtes telles que l'Aïd ul-Fitr, l'Aïd ul-Adha, Noël, Pâques et le Jour de l'Indépendance de la Jordanie. Il est traditionnellement consommé collectivement dans un grand plateau dans le style bédouin et rural, debout autour du plateau avec la main gauche derrière le dos et en utilisant la main droite au lieu des ustensiles.
« Al-Mansaf en Jordanie, un banquet festif et ses significations sociales et culturelles » est inscrit sur la liste représentative du patrimoine culturel immatériel de l'humanité par l'UNESCO en 2022

## Voir également
- Cuisine jordanienne